# Юнацький чемпіонат Європи з футболу (U-17) 2015
Чемпіонат Європи з футболу серед юнаків віком до 17 років 2015 року — чотирнадцятий розіграш турніру (після зміни назви), який пройшов у Болгарії з 6 по 22 травня 2015 року. Переможцем вдруге стала збірна Франції, яка у фіналі з розгромним рахунком 4:1 перемогла збірну Німеччини.

## Кваліфікація
Докладніше:
- Юнацький чемпіонат Європи з футболу (U-17) 2015 (кваліфікаційний раунд)
- Юнацький чемпіонат Європи з футболу (U-17) 2015 (елітний раунд)

## Груповий раунд

### Група A
| Поз | Команда  | І | В | Н | П | ГЗ | ГП | РГ | О | Кваліфікація |
| --- | -------- | - | - | - | - | -- | -- | -- | - | ------------ |
| 1   | Хорватія | 3 | 2 | 1 | 0 | 3  | 0  | +3 | 7 | Плей-оф      |
| 2   | Іспанія  | 3 | 1 | 2 | 0 | 3  | 2  | +1 | 5 | Плей-оф      |
| 3   | Австрія  | 3 | 0 | 2 | 1 | 2  | 3  | −1 | 2 |              |
| 4   | Болгарія | 3 | 0 | 1 | 2 | 2  | 5  | −3 | 1 |              |

| 6 травня 2015 15:00 |

| Іспанія           | 1:1      | Австрія    |
| ----------------- | -------- | ---------- |
| Аленья 46' (пен.) | Протокол | Ловрич 62' |

| Лазур, Бургас Глядачів: 1 180 Арбітр: Мадс-Крістоффер Крістофферсен |

| 6 травня 2015 19:00 |

| Болгарія | 0:2      | Хорватія             |
| -------- | -------- | -------------------- |
|          | Протокол | Бабич 24' Блечич 83' |

| Берое, Стара Загора Глядачів: 10 640 Арбітр: Павел Рачковський |

| 9 травня 2015 13:00 |

| Хорватія   | 1:0      | Австрія |
| ---------- | -------- | ------- |
| Ловрен 52' | Протокол |         |

| Арена Созополь, Созополь Глядачів: 1 732 Арбітр: Думітру Мунтян |

| 9 травня 2015 15:00 |

| Болгарія     | 1:2      | Іспанія                   |
| ------------ | -------- | ------------------------- |
| Йорданов 35' | Протокол | Саласар 11' Вільяльба 47' |

| Лазур, Бургас Глядачів: 9 240 Арбітр: Маріус Аврам |

| 12 травня 2015 17:00 |

| Австрія   | 1:1      | Болгарія     |
| --------- | -------- | ------------ |
| Філіп 34' | Протокол | Йорданов 43' |

| Арена Созополь, Созополь Глядачів: 2 213 Арбітр: Данило Груїч |

| 12 травня 2015 17:00 |

| Хорватія | 0:0      | Іспанія |
| -------- | -------- | ------- |
|          | Протокол |         |

| Хаджи Димитир, Сливен Глядачів: 1 782 Арбітр: Ерік Ламбрехтс |

### Група B
| Поз | Команда   | І | В | Н | П | ГЗ | ГП | РГ | О | Кваліфікація |
| --- | --------- | - | - | - | - | -- | -- | -- | - | ------------ |
| 1   | Німеччина | 3 | 3 | 0 | 0 | 7  | 0  | +7 | 9 | Плей-оф      |
| 2   | Бельгія   | 3 | 2 | 0 | 1 | 4  | 2  | +2 | 6 | Плей-оф      |
| 3   | Чехія     | 3 | 1 | 0 | 2 | 1  | 7  | −6 | 3 |              |
| 4   | Словенія  | 3 | 0 | 0 | 3 | 0  | 3  | −3 | 0 |              |

| 6 травня 2015 16:00 |

| Чехія     | 1:0      | Словенія |
| --------- | -------- | -------- |
| Лінгр 44' | Протокол |          |

| Хаджи Димитир, Сливен Глядачів: 754 Арбітр: Маріус Аврам |

| 6 травня 2015 19:00 |

| Бельгія | 0:2      | Німеччина             |
| ------- | -------- | --------------------- |
|         | Протокол | Пасслак 43' Шмідт 46' |

| Лазур, Бургас Глядачів: 612 Арбітр: Данило Груїч |

| 9 травня 2015 16:00 |

| Чехія | 0:3      | Бельгія                                  |
| ----- | -------- | ---------------------------------------- |
|       | Протокол | Аззауї 29', 75' (пен.) ван Веренберг 78' |

| Арена Созополь, Созополь Глядачів: 1 228 Арбітр: Мадс-Крістоффер Крістофферсен |

| 9 травня 2015 19:00 |

| Словенія | 0:1      | Німеччина    |
| -------- | -------- | ------------ |
|          | Протокол | Еггештайн 8' |

| Лазур, Бургас Глядачів: 1 508 Арбітр: Адріен Жаккотте |

| 12 травня 2015 19:00 |

| Німеччина                                 | 4:0      | Чехія |
| ----------------------------------------- | -------- | ----- |
| Пасслак 10', 40+2' Каракас 33' Саглам 53' | Протокол |       |

| Берое, Стара Загора Глядачів: 1 206 Арбітр: Алан Маріо Сант |

| 12 травня 2015 19:00 |

| Словенія | 0:1      | Бельгія             |
| -------- | -------- | ------------------- |
|          | Протокол | ван Веренберг 80+3' |

| Лазур, Бургас Глядачів: 592 Арбітр: Рой Райншрайбер |

### Група C
| Поз | Команда   | І | В | Н | П | ГЗ | ГП | РГ | О | Кваліфікація |
| --- | --------- | - | - | - | - | -- | -- | -- | - | ------------ |
| 1   | Франція   | 3 | 3 | 0 | 0 | 7  | 0  | +7 | 9 | Плей-оф      |
| 2   | Росія     | 3 | 1 | 1 | 1 | 4  | 3  | +1 | 4 | Плей-оф      |
| 3   | Греція    | 3 | 1 | 1 | 1 | 3  | 3  | 0  | 4 |              |
| 4   | Шотландія | 3 | 0 | 0 | 3 | 0  | 8  | −8 | 0 |              |

| 7 травня 2015 16:00 |

| Греція                       | 2:2      | Росія                    |
| ---------------------------- | -------- | ------------------------ |
| Кірціалідіс 37' Павлідіс 64' | Протокол | Плетньов 59' Денисов 72' |

| Арена Созополь, Созополь Глядачів: 2 000 Арбітр: Ерік Ламбрехтс |

| 7 травня 2015 17:00 |

| Шотландія | 0:5      | Франція                                         |
| --------- | -------- | ----------------------------------------------- |
|           | Протокол | Іконе 18', 20' Едуар 25' Бутобба 35' Дукуре 47' |

| Берое, Стара Загора Глядачів: 326 Арбітр: Алан Маріо Сант |

| 10 травня 2015 16:00 |

| Росія | 0:1      | Франція   |
| ----- | -------- | --------- |
|       | Протокол | Едуар 50' |

| Хаджи Димитир, Сливен Глядачів: 2 255 Арбітр: Данило Груїч |

| 10 травня 2015 17:00 |

| Греція       | 1:0      | Шотландія |
| ------------ | -------- | --------- |
| Павлідіс 39' | Протокол |           |

| Арена Созополь, Созополь Глядачів: 1 154 Арбітр: Павел Рачковський |

| 13 травня 2015 17:00 |

| Франція     | 1:0      | Греція |
| ----------- | -------- | ------ |
| Рамбо 80+4' | Протокол |        |

| Арена Созополь, Созополь Глядачів: 983 Арбітр: Адріен Жаккотте |

| 13 травня 2015 17:00 |

| Росія                    | 2:0      | Шотландія |
| ------------------------ | -------- | --------- |
| Денисов 52' Плетньов 65' | Протокол |           |

| Хаджи Димитир, Сливен Глядачів: 885 Арбітр: Думітру Мунтян |

### Група D
| Поз | Команда    | І | В | Н | П | ГЗ | ГП | РГ | О | Кваліфікація |
| --- | ---------- | - | - | - | - | -- | -- | -- | - | ------------ |
| 1   | Англія     | 3 | 2 | 1 | 0 | 3  | 1  | +2 | 7 | Плей-оф      |
| 2   | Італія     | 3 | 1 | 1 | 1 | 3  | 2  | +1 | 4 | Плей-оф      |
| 3   | Нідерланди | 3 | 0 | 3 | 0 | 2  | 2  | 0  | 3 |              |
| 4   | Ірландія   | 3 | 0 | 1 | 2 | 0  | 3  | −3 | 1 |              |

| 7 травня 2015 13:00 |

| Ірландія | 0:0      | Нідерланди |
| -------- | -------- | ---------- |
|          | Протокол |            |

| Арена Созополь, Созополь Глядачів: 1 500 Арбітр: Думітру Мунтян |

| 7 травня 2015 19:00 |

| Італія | 0:1      | Англія      |
| ------ | -------- | ----------- |
|        | Протокол | Едвардс 47' |

| Лазур, Бургас Глядачів: 2 530 Арбітр: Адріен Жаккотте |

| 10 травня 2015 16:00 |

| Ірландія | 0:2      | Італія                  |
| -------- | -------- | ----------------------- |
|          | Протокол | Ло Фазо 9' Маззоккі 56' |

| Берое, Стара Загора Глядачів: 573 Арбітр: Рой Райншрайбер |

| 10 травня 2015 20:00 |

| Нідерланди        | 1:1      | Англія              |
| ----------------- | -------- | ------------------- |
| Бултам 56' (пен.) | Протокол | Фосу-Менса 18' (аг) |

| Берое, Стара Загора Глядачів: 1 063 Арбітр: Ерік Ламбрехтс |

| 13 травня 2015 19:00 |

| Англія      | 1:0      | Ірландія |
| ----------- | -------- | -------- |
| Едвардс 71' | Протокол |          |

| Берое, Стара Загора Глядачів: 974 Арбітр: Павел Рачковський |

| 13 травня 2015 19:00 |

| Нідерланди       | 1:1      | Італія     |
| ---------------- | -------- | ---------- |
| Джиродо 63' (аг) | Протокол | Кутроне 6' |

| Лазур, Бургас Глядачів: 1 258 Арбітр: Мадс-Крістоффер Крістофферсен |

## Плей-оф

### Чвертьфінали
Переможці пройшли до півфіналів та кваліфікувались на Юнацький чемпіонат світу з футболу 2015, а невдахи пройшли до плей-оф за вихід на Юнацький чемпіонат світу з футболу 2015.
| 15 травня 2015 16:00 |

| Хорватія                       | 1:1      | Бельгія                                              |
| ------------------------------ | -------- | ---------------------------------------------------- |
| Маїч 34'                       | Протокол | Аззауї 53'                                           |
|                                | Пенальті |                                                      |
| Моро · Брекало · Ловрен · Соса | 3:5      | Янссенс · ван Веренберг · Данелс · Адемоглу · Аззауї |

| Лазур, Бургас Глядачів: 1 073 Арбітр: Маріус Аврам |

| 15 травня 2015 19:00 |

| Німеччина                        | 0:0      | Іспанія                            |
| -------------------------------- | -------- | ---------------------------------- |
|                                  | Протокол |                                    |
|                                  | Пенальті |                                    |
| Гюль · Янельт · Пасслак · Озджан | 4:2      | Пепелу · Ольмо · Аленья · Родрігес |

| Берое, Стара Загора Глядачів: 2 423 Арбітр: Рой Райншрайбер |

| 16 травня 2015 16:00 |

| Англія | 0:1      | Росія      |
| ------ | -------- | ---------- |
|        | Протокол | Татаєв 29' |

| Лазур, Бургас Глядачів: 2 085 Арбітр: Алан Маріо Сант |

| 16 травня 2015 19:00 |

| Франція                 | 3:0      | Італія |
| ----------------------- | -------- | ------ |
| Едуар 5', 72' Іконе 53' | Протокол |        |

| Берое, Стара Загора Глядачів: 2 114 Арбітр: Данило Груїч |

### Плей-оф за вихід наЮнацький чемпіонат світу з футболу 2015
Переможці кваліфікувались на Юнацький чемпіонат світу з футболу 2015.
| 19 травня 2015 16:00 |

| Хорватія | 1:0      | Італія |
| -------- | -------- | ------ |
| Моро 15' | Протокол |        |

| Арена Созополь, Созополь Глядачів: 344 Арбітр: Мадс-Крістоффер Крістофферсен |

| 19 травня 2015 16:00 |

| Іспанія                             | 0:0      | Англія                                      |
| ----------------------------------- | -------- | ------------------------------------------- |
|                                     | Протокол |                                             |
|                                     | Пенальті |                                             |
| Пепелу · Ольмо · Вільяльба · Мартін | 3:5      | Едвардс · Угбо · Віллок · Оксфорд · Суліман |

| Хаджи Димитир, Сливен Глядачів: 984 Арбітр: Думітру Мунтян |

### Півфінали
| 19 травня 2015 16:00 |

| Бельгія                                              | 1:1      | Франція                                  |
| ---------------------------------------------------- | -------- | ---------------------------------------- |
| Сейгерс 52'                                          | Протокол | Едуар 23'                                |
|                                                      | Пенальті |                                          |
| Янссенс · ван Веренберг · Данелс · Адемоглу · Аззауї | 1:2      | Жанв'є · Конья · Пелікан · Зідан · Едуар |

| Лазур, Бургас Глядачів: 1 850 Арбітр: Адріен Жаккотте |

| 19 травня 2015 19:00 |

| Німеччина | 1:0      | Росія |
| --------- | -------- | ----- |
| Зерра 68' | Протокол |       |

| Берое, Стара Загора Глядачів: 4 127 Арбітр: Маріус Аврам |

### Фінал
| 22 травня 2015 20:00 |

| Франція                             | 4:1      | Німеччина   |
| ----------------------------------- | -------- | ----------- |
| Едуар 40', 47', 70' Гюль 80+3' (аг) | Протокол | Каракас 50' |

| Лазур, Бургас Глядачів: 14 680 Арбітр: Павел Рачковський |